# Досрочные парламентские выборы в Молдове (июль 2009)
Досрочные парламентские выборы в Молдавии 29 июля 2009 — седьмые выборы парламента в Республике Молдова. В избирательной кампании приняли участие 8 политических партий. Явка избирателей составила 58,8 % (1 581 517 человек), в связи с чем выборы были объявлены состоявшимися.
Избирательный порог (для партий — 5 %, для независимых кандидатов — 3 %) преодолели 5 партий. ПКРМ, формально получив большинство голосов и сохранив самую крупную фракцию (48 депутатов), фактически уступила четырём проевропейским партиям «Альянса за европейскую интеграцию», у которого, однако, не хватило голосов для избрания своего кандидата президентом страны, что привело ко второму за год досрочному роспуску парламента и вторым по счёту досрочным выборам.

## Участники
Избирательный порог для прохождения в Парламент составлял:
- для политических партий — 5 %
- для политических блоков, состоящих из двух партий — не разрешены законодательством
- для политических блоков, состоящих из трёх и более партий — не разрешены законодательством
- для независимых кандидатов — 3 %.

Порог явки — 1/3
Изначально в избирательной кампании принимали участие 10 политических партий. Позже от избирательной гонки отказались Национально-либеральная партия во главе с Виталией Павличенко, и Движение «Acţiunea Europeană (Европейское действие») во главе с Анатолием Петренку.

### Политические партии
- Партия коммунистов Республики Молдова (лидер списка — Владимир Воронин)
- Христианско-демократическая народная партия (лидер списка — Юрий Рошка)
- Альянс «Наша Молдова» (лидер списка — Серафим Урекян)
- Либеральная партия (лидер списка — Михай Гимпу)
- Либерал-демократическая партия Молдовы (лидер списка — Влад Филат)
- Демократическая партия Молдовы (лидер списка — Мариан Лупу)
- Социал-демократическая партия (лидер списка — Дмитрий Брагиш)
- Экологическая партия Молдовы «Зелёный альянс» (рум. «Alianța Verde) (лидер списка — Владимир Брага)

## Результаты выборов
Согласно данным, опубликованным ЦИК Молдавии по результатам обработки 100% подсчитанных голосов, результаты выборов следующие: 
Результаты парламентских выборов 29 июля 2009 года в Республике Молдова
| Партии и коалиции      | Партии и коалиции                             | Голоса    | %       | +/−    | Мандаты | +/— |
| ---------------------- | --------------------------------------------- | --------- | ------- | ------ | ------- | --- |
|                        | Партия коммунистов Республики Молдова         | 706 732   | 44,69%  | ▼4,79% | 48      | ▼12 |
|                        | Либерал-демократическая партия Молдовы        | 262 028   | 16,57%  | ▲4,14% | 18      | ▲3  |
|                        | Либеральная партия                            | 232 108   | 14,68%  | ▲1,55% | 15      | ▬ 0 |
|                        | Демократическая партия Молдовы                | 198 268   | 12,54%  | ▲9,57% | 13      | ▲12 |
|                        | Альянс «Наша Молдова»                         | 116 194   | 7,35%   | ▼1,42% | 7       | ▼4  |
|                        | Христианско-демократическая народная партия   | 30 236    | 1,91%   | ▼1,13% | 0       | ▬ 0 |
|                        | Социал-демократическая партия                 | 29 434    | 1,86%   | ▼1,84% | 0       | ▬ 0 |
|                        | Экологическая партия Молдовы «Зелёный альянс» | 6517      | 0,41%   | —      | 0       | ▬ 0 |
|                        | Движение «Европейское действие»               | —         | —       | —      | —       |     |
|                        | Национал-либеральная партия                   | —         | —       | —      | —       |     |
| Всего (58,77%)         | Всего (58,77%)                                | 1 581 517 | 100,00% | —      | 101     |     |
| Источник: ЦИК Молдавии |                                               |           |         |        |         |     |

2 из 10 партий-участников выборов (Движение «Европейское действие» и Национал-либеральная партия) во время избирательной кампании объявили о выходе из неё и призвали своих сторонников голосовать за оппозиционные партии либеральной направленности, аргументировав это стремлением избежать распыления голосов.

## Окончательные результаты
ИТАР-ТАСС сообщает о том, что ЦИК Молдавии обнародавал окончательные итоги выборов, согласно которым в парламент прошло 5 партий. За коммунистов проголосовали 44,76% избирателей. Либерал-демократическая партия получила 16,55%, Либеральная - 14,61%, Демократическая - 12,55% и альянс «Наша Молдова» - 7,35%. 3 партии не преодолели избирательный барьер. Явка на выборах составила 58,8%. Согласно этим данным ПКРМ получит в новом парламенте 48 мандатов. Соответственно, либерал- демократы - 18, либералы - 15, демократы - 13, «Наша Молдова» - 7.

## Заявления о нарушениях на выборах
В ходе голосования 29 июля представители Альянса "Наша Молдова" и нескольких правозащитных структур заявили о многочисленных нарушениях на выборах. В то же время в ЦИК Молдавии заявляют, что никаких серьёзных нарушений на выборах не было зафиксировано.